# Auguste Beck
Wilhelmine Auguste Beck, auch Madame Adam (* 9. Februar 1793 in Mannheim; † frühestens am 1. September 1827), war eine deutsche Opernsängerin (Sopran).

## Leben
Beck war die Tochter des Schauspielers Heinrich Beck und seiner zweiten Frau, der Sängerin Josepha, geb. Schäfer, und die jüngere Schwester der Schauspielerin Luise Beck.
Ab Februar 1804 hatte sie Auftritte am Mannheimer Theater. Ab 1808 war sie auch als Sängerin in der Oper tätig und blieb dort bis März 1814. Von Mai bis Oktober 1814 bei Joseph Seconda in Dresden, danach Gastauftritte in Mannheim. Ab September 1816 am Hoftheater Stuttgart, von dort aus im August 1818 Gastspiel am Nationaltheater in Frankfurt am Main.
Sie heiratete den Tenor Theodor Adam und trat 1819 einige Monate am Hoftheater Hannover als verheiratete Madame Adam auf.
Ab Oktober 1819 bis Sommer 1820 sind Rollen bei Derossi in Köln, Düsseldorf und Aachen verzeichnet, im September 1820 Gastrollen am Theater Würzburg. In der Saison 1821/22 (Debüt 14. November 1821) war Auguste Beck mit ihrem Ehemann unter Direktor Adolph Schröder in Danzig engagiert (mit Abstecher nach Elbing). Sie sang in den dortigen Erstaufführungen des Freischütz unter Leitung von Musikdirektor Edmund von Weber die Agathe.
Sie gastierte im Dezember 1822 gemeinsam mit ihrem Ehemann am Lübecker Theater u. a. als Agathe im Freischütz und gastierte im Oktober 1824 in Breslau. Dort war sie nachfolgend angestellt; von Breslau aus hatte sie Gastauftritte u. a. in Hannover (November 1826) und Wiesbaden (August 1827).